# Stand Watie
Stand Watie fue un líder de la Nación Cheroqui. También fue un General de Brigada del Ejército de los Estados Confederados durante la Guerra de Secesión.

## Biografía
Watie provenía de una familia distinguida en el Estado de Georgia y tuvo un importante papel, sobre todo en las negociaciones con las Cinco Tribus Civilizadas y el Gobierno de la Confederación. Conversaciones difíciles debido al menosprecio inicial de los sureños a estas tribus nativas de América.
A pesar de esto con eso, Watie opinaba que la culpa real recaía en el gobierno federal, por lo que se puso del lado de los Estados Confederados, para quienes armó un regimiento de 300 cherokís.
En 1864, Watie fue nombrado General de Brigada debido a la excelente actuación de los cheroquis.
Fue el último general confederado en rendirse a las tropas de la unión, el 23 de junio de 1865 en Doaksville (Condado de Choctaw).

## Después de la Guerra
Tras la Guerra de Secesión, Watie continuó siendo el líder de la Nación cheroqui durante un año más, hasta la elección del nuevo líder, Lewis Downing.
Murió en el Estado de Oklahoma el 9 de septiembre de 1871.